# Eilema nihonica
Eilema nihonica là một loài bướm đêm thuộc phân họ Arctiinae, họ Erebidae.